# Haliclona ridleyi
Haliclona ridleyi är en svampdjursart som först beskrevs av Jörn Hentschel 1912.  Haliclona ridleyi ingår i släktet Haliclona och familjen Chalinidae. Inga underarter finns listade i Catalogue of Life.